# Luton
Luton is een stad (city), een district en een unitary authority in het ceremoniële graafschap Bedfordshire in de Engelse regio East of England. De stad ligt aan de rivier de Lea. De oppervlakte bedraagt 43 km² en het aantal inwoners is circa 214.000. De stad is vooral bekend vanwege de nabijgelegen luchthaven London Luton Airport.

## Demografie
Van de bevolking is 12,0% ouder dan 65 jaar. De werkloosheid bedraagt 3,8% van de beroepsbevolking (cijfers volkstelling 2001).
Het aantal inwoners steeg van ongeveer 173.700 in 1991 naar 184.371 in 2001. De stad is inmiddels aaneengegroeid met Dunstable.

## Sport
Luton is de thuishaven van de professionele voetbalclub Luton Town, die vanaf seizoen 2023/2024 zijn wedstrijden afwerkt in de Premier League. De club speelt haar thuiswedstrijden in het Kenilworth Road Stadion.

## Stedenband
- Bergisch Gladbach, (Duitsland)

## Geboren in Luton
- Arthur Hailey (1920-2004), Brits-Canadees schrijver
- Stuart Lewis-Evans (1930-1958), autocoureur
- John Badham (1939), filmregisseur
- Phil Read (1939-2022), motorcoureur
- Mick Abrahams (1943), gitarist (onder andere Jethro Tull, Blodwyn Pig, Screaming Lord Sutch)
- Clive Bunker (1946), drummer (onder andere Jethro Tull, Blodwyn Pig, Robin Trower, Jack Bruce))
- Andy Pyle (1946), basgitarist (onder andere Blodwyn Pig, Savoy Brown, The Kinks, Wishbone Ash)
- Paul Young (1956), zanger
- David Arnold (1962), filmmuziekcomponist
- Lee Ross (1971), acteur
- John Hopkins (1974), acteur
- Neil Jackson (1976), acteur, scenarioschrijver en songwriter
- Tommy Robinson (1982), activist
- Lewis Baker (1995), voetballer

## Trivia
- In Luton bevindt zich een van de grotere Strict Baptist-kerken van Engeland. Predikant van deze gemeente is rev. B.A. Ramsbottom.
- Luton wordt genoemd in een nummer van de rockband Fischer-Z, genaamd Luton to Lisbon.

Bath and North East Somerset* · Bedfordshire · Berkshire · Blackburn & Darwen* · Blackpool* · Bournemouth* · Brighton & Hove* · Bristol* · Buckinghamshire · Cambridgeshire · Cheshire · Cornwall · Cumbria · Darlington* · Derby* · Derbyshire · Devon · Dorset · Durham · East Riding of Yorkshire* · East Sussex · Essex · Gloucestershire · Greater London · Greater Manchester · Halton* · Hampshire · Hartlepool* · Herefordshire* · Hertfordshire · Hull* · Isle of Wight* · Kent · Lancashire · Leicester* · Leicestershire · Lincolnshire · Luton* · Medway* · Merseyside · Middlesbrough* · Milton Keynes* · Norfolk · Northamptonshire · Northumberland · North East Lincolnshire* · North Lincolnshire * · North Somerset* · North Yorkshire · Nottingham* · Nottinghamshire · Oxfordshire · Peterborough* · Plymouth* · Poole* · Portsmouth* · Redcar & Cleveland* · Rutland* · Shropshire · Somerset · Southend-on-Sea* · Southampton* · South Gloucestershire* · South Yorkshire · Staffordshire · Stockton-on-Tees* · Stoke-on-Trent* · Suffolk · Surrey · Swindon* · Telford & Wrekin* · Thurrock* · Torbay* · Tyne & Wear · Warrington* · Warwickshire · West Midlands · West Sussex · West Yorkshire · Wiltshire · Worcestershire · York* 
Overig: Ceremoniële graafschappen · Traditionele graafschappen